# Pelugo
Pelugo là một đô thị ở tỉnh Trento ở vùng Trentino-Alto Adige/Südtirol của Ý, tọa lạc cách 30 km về phía tây của Trento. Tại thời điểm ngày 31 tháng 12 năm 2004, đô thị này có dân số 394 người và diện tích là 22,9 km².
Pelugo giáp các đô thị: Spiazzo, Massimeno, Daone, Montagne, Villa Rendena và Vigo Rendena.